# Angliae, Scotiae & Hiberniae nova descriptio
Angliae, Scotiae & Hiberniae nova descriptio (lat. Neue Beschreibung von England, Schottland und Irland) ist der Titel einer Landkarte von den Britischen Inseln, die 1564 vom Duisburger Kartografen Gerhard Mercator herausgegeben wurde. Sie gilt als bedeutendste Darstellung der Inseln im 16. Jahrhundert.

## Geschichte
Die Landkarte der Britischen Inseln gehört zu den frühesten Werken, die Gerhard Mercator in Duisburg schuf. Er hatte seine Heimat Flandern im Jahr 1552 verlassen und war in der klevischen Stadt am Rhein als Landvermesser im Dienste des Herzogs Wilhelm V. von Jülich-Kleve-Berg getreten. Mercator erhielt in Duisburg Besuch des englischen Universalgelehrten John Dee, der ihm eventuell die Vorlage für eine Karte der Inseln mitbrachte. Mercators Biograf Walter Ghim schrieb von einem Freund aus England, der Mercator eine Karte anbot „sie in Kupfer zu stechen“.
Damit handelt es sich bei der Karte Angliae, Scotiae et Hiberniae nova descriptio um die einzige Karte Mercators, die dieser nach einer fremden Vorlage bearbeitete. Dabei wurden in der Forschung verschiedene Kartenstecher als Lieferanten dieser Vorlage vermutet. Infrage kommen, trotz teilweise erheblicher Unterschiede, die Schottlandkarte von John Elder aus dem Jahr 1545, sowie Manuskriptkarten von Lawrence Nowell und John Rudd. Dennoch stellte die Mercator-Karte aufgrund ihrer Detailgenauigkeit ein bedeutendes Einzelwerk in der englischen Kartografiegeschichte dar.
Für die Karte der Britischen Inseln erhielt Mercator von der Generalstatthalterin Margarethe von Parma ein Privileg. Im Namen des Kaisers Karl war das Werk hiernach sechs Jahre lang mit einer Art Urheberschutz versehen. Die bisherige Widmung an den Studienfreund Mercators, Antoine Perrenot de Granvelle war bei der Englandkarte nicht mehr möglich, weil der Erzbischof von Mecheln wegen seiner Konflikte mit dem niederländischen Hochadel abgesetzt worden war.
Wie die meisten Werke Mercators wurde auch die Karte der Britischen Inseln über die Antwerpener Druckerei Plantijn herausgegeben. Nachweislich verkaufte sie sich gut. So wurden in den Rechnungen des Verlagshauses über 80 verkaufte Exemplare vermerkt. 
Die Bedeutung der Karte stellt vor allem ihre Rezeption heraus. So bezeichnete der schwedische Kartograf und Polarforscher Adolf Erik Nordenskiöld die Karte im 19. Jahrhundert als „eine der perfektesten kartographischen Arbeiten der Mitte des 16. Jahrhunderts“.

## Beschreibung

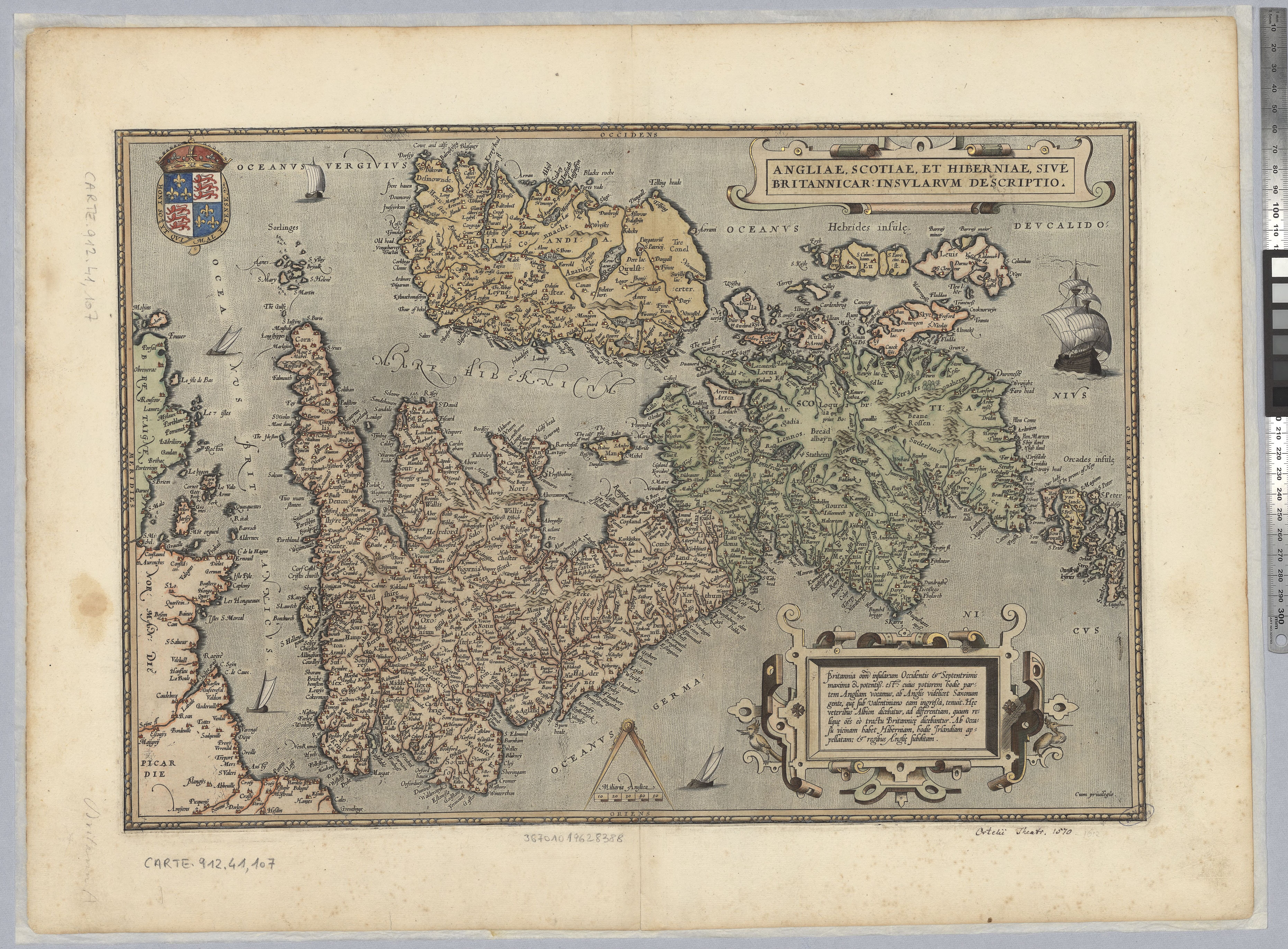
Nachahmung durch Abraham Ortelius, 1570

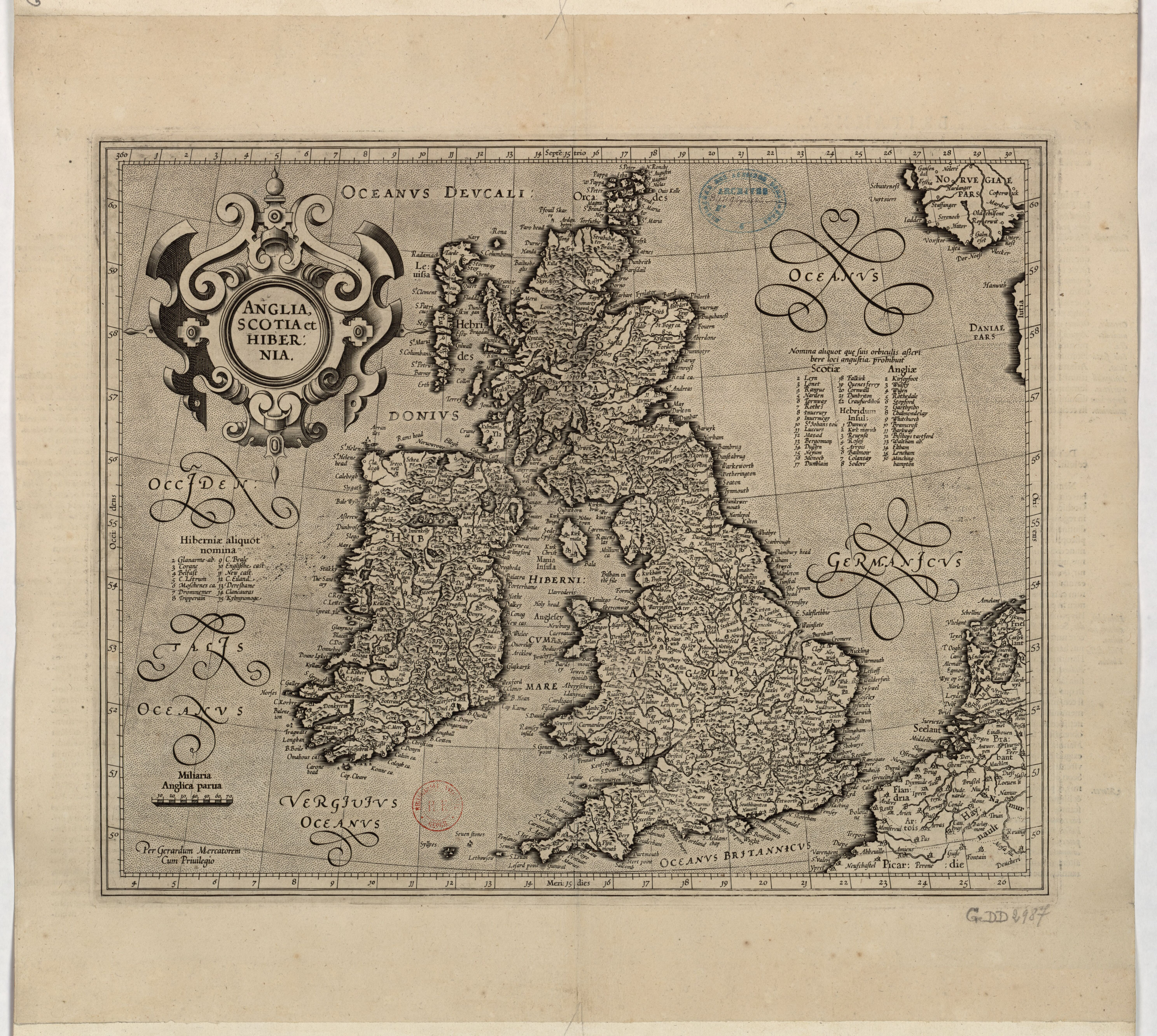
Eine weitere von Mercator angefertigte Britannienkarte, Druck von 1608

Anders als die meisten anderen Karten Mercators wurde die Darstellung der Britischen Inseln nicht genordet. Die Karte ist stattdessen nach Westen ausgerichtet, was dem angestrebten Format einer Wandkarte entsprach. Die Karte besteht aus acht Einzelblättern im Gesamtformat von 127 auf 88 Zentimetern. Der eigentlichen Karte wurden fünf Texttafeln beigegeben. Darunter ist eine Beschreibung der Naturwunder Englands, Schottlands und Irlands. Unter der Überschrift „Gerardus Mercator lectori salutem“ führte der Kartenmacher einige Benutzungshinweise auf.

## Exemplare
Von der Karte der Britischen Inseln sind heute (Stand 2022) noch fünf Exemplare erhalten. Wandkarten wurden in der Vergangenheit durch Falten, Knicken und Kleben teilweise versehentlich zerstört. Deshalb handelt es sich bei einigen erhaltenen Karten nicht um klassische Wandkarten. Die einzelnen Karten wurden in der Vergangenheit auf Papier gezogen und die Karte der Britischen Inseln so zu einer Art Atlas zerlegt, der zusammen mit anderen Kartenwerken gebunden wurde.
- Breslau, Stadt-Bibliothek (†): Die Karte in der Breslauer Stadtbibliothek ging im Zweiten Weltkrieg verloren. Allerdings wurde von ihr im Jahr 1891 durch die Berliner Gesellschaft für Geographie ein Faksimile angefertigt.
- Rom, Biblioteca Universitaria Alessandrina: Die Karte wurde vom italienischen Kartografiehistoriker Roberto Almagià entdeckt. Wie das Exemplar in Perugia wurden die Einzelkarten in einem Atlas zusammen gebunden.
- Perugia, Biblioteca Comunale Augusta: Die Karte wurde vom italienischen Kartografiehistoriker Roberto Almagià entdeckt. Wie das Exemplar in Rom wurden die Einzelkarten in einem Atlas zusammen gebunden.
- London, British Library: Gerhard Mercator produzierte eine Art Reiseatlas für Werner von Gymnich († 1582), der 1574 als Amtmann von Heinsberg den Erbprinzen Karl Friedrich von Kleve nach Rom begleitete. Er setzt sich aus den Karten der Europakarte von 1554 und der Karte der Britischen Inseln zusammen. Die Kartensammlung wurde im Jahr 1967 wiederentdeckt.
- Paris, Bibliothèque nationale de France: Die Karte ist Teil der Collection Saint-Victor in der Kartensammlung der Bibliothek.[3]